# Takaho Kojima
Takaho Kojima (小島高穂?; Yokohama, 26 gennaio 1942) è un goista giapponese.

## Biografia
Imparò il go fin da giovanissimo e fu ammesso come insei nella Nihon Ki-in, la federazione giapponese di go, nel 1952. Divenne professionista nel 1959 e raggiunse il massimo grado di 9° dan nel 1979. Nel 2015 ha raggiunto il traguardo delle 700 vittorie da professionista.
Attualmente vive a Kanagawa.

## Palmares
| Nazionali          | Nazionali | Nazionali |
| Torneo             | Vittorie  | Finalista |
| ------------------ | --------- | --------- |
| Prime Minister Cup | 1 (1970)  | 1 (1975)  |
| Shin-Ei            | 1 (1971)  |           |
| Totale in carriera |           |           |
| Totale             | 2         | 1         |

| Controllo di autorità | VIAF (EN) 254196912 |